# واکنش جابه‌جایی یگانه

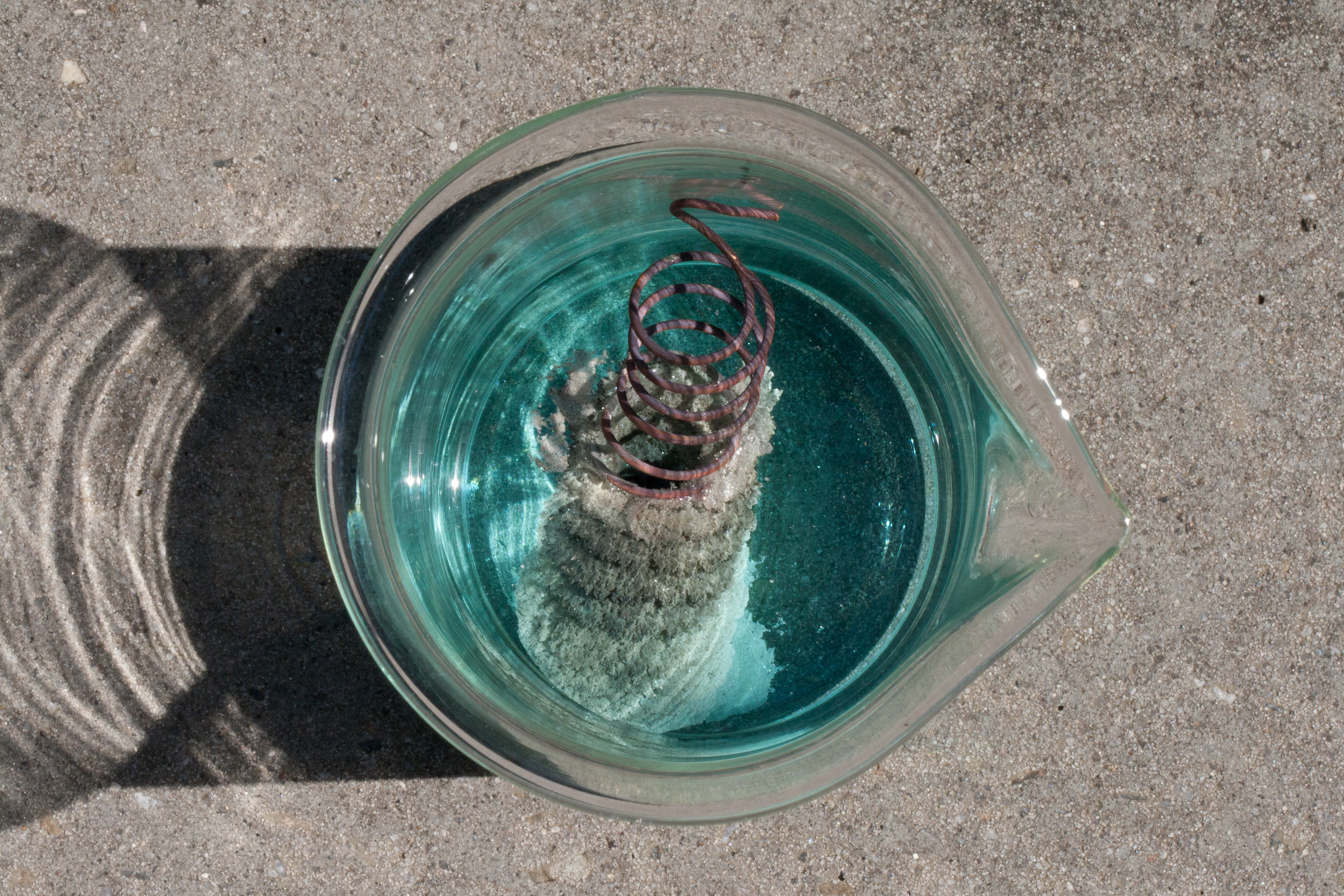
وقتی سیم مسی در محلول نقره نیترات قرار بگیرد، مس جابه‌جا می‌شود و نقره جامد رسوب می‌کند:
Cu + AgNO₃ → Cu(NO₃)₂ + Ag

واکنش جابه‌جایی یگانه(به انگلیسی: Single displacement reaction) یک واکنش شیمیایی است که در آن یک عنصر با یک عنصر دیگر در یک ترکیب شیمیایی جابه‌جا می‌شود.
این فرایند را می‌توان به صورت کلی به صورت زیر نشان داد:
{\displaystyle {\ce {A + BC -> AC + B}}}
که در آن:
- {\displaystyle {\ce {A}}} و {\displaystyle {\ce {B}}} فلزات مختلفی هستند (یا هر عنصر دیگری مانند هیدروژن که توانایی تشکیل کاتیون دارد) و {\displaystyle {\ce {C}}}  یک آنیون است؛[۳] یا
- {\displaystyle {\ce {A}}} و {\displaystyle {\ce {B}}} هالوژن هستند و {\displaystyle {\ce {C}}}  یک کاتیون است.[۳]